# Абрамов, Александр Лаврентьевич
Алекса́ндр Лавре́нтьевич Абра́мов (22 декабря 1915  [4 января 1916], Москва — 19 ноября 1987, Москва) — советский футболист, нападающий, тренер. Мастер спорта СССР.

## Биография
Родился в Москве. В 1930 году, окончив семилетнюю школу, стал работать на заводе имени М. Калинина слесарем. Играть в футбол начал через три года в третьей команде Всесоюзного профессионального союза работников искусств. В 1934—1937 годах работал на фабрике «Трёхгорная мануфактура имени Дзержинского», где играл за первую сборную фабрики правым полусредним нападающим. После призыва на армейскую службу был направлен в команду Белорусского военного округа «Дом Красной Армии» Смоленск. Перед сезоном 1938 года был переведён в ЦДКА. Дебютировал только во втором круге и в 11 играх забил семь мячей. В следующем сезоне в пяти матчах забил два гола и в июне покинул команду. В одних источниках имеется информация, что остаток сезона Александр Абрамов провёл в тбилисском «Локомотиве», в других, что за «Локомотив» выступал Ашот Абрамов. В 1940 году играл в чемпионате за московские «Металлург» и «Крылья Советов», в аннулированном чемпионате 1941 года провёл девять игр за «Динамо» Минск.
После начала Великой Отечественной войны отказался от эвакуации вместе с «Динамо», записался в действующую армию и стал служить в контрразведке. Находясь в составе войск Брянского фронта в боях под Мценском в феврале 1942 года получил первое ранение. В июне участвовал в боях около станции Студёное, в январе 1943 года получил ранение в ходе Воронежско-Касторненской операции. За проявленную смелость был представлен к ордену Красной Звезды, но награждение не состоялось.
Участвовал в штурме Кёнигсберга.
После окончания войны в 1946—1947 годах играл за коллектив Московского областного совета ДСО «Динамо», в 1947—1952 — в команде Московского военного округа, где и стал работать тренером по окончании Высшей школы тренеров в Москве.
В 1952 году работал тренером в сборной Одесского военного округа. С 1953 года в течение трёх лет — тренер-инструктор спортивно-массового отдела ЦДСА. За совокупные заслуги в развитии футбола получил звание мастера спорта СССР.
В сезоне-1957 стал старшим тренером калининградского «Пищевика». В восьми играх команда одержала две победы, потерпев пять поражений (три из них — крупных), и 25 мая Абрамов был уволен.
Работал тренером в «Трудовых резервах» Липецк (1958), старшим тренером в «Спартаке» Тамбов (1961—1962), тренером в «Спартаке» Орёл (1963).
В 1981 году ушёл на пенсию. Умер в 1987 году.

### Спортивные достижения
- Серебряный призёр чемпионата СССР: 1938
- Бронзовый призёр чемпионата СССР: 1939
- Мастер спорта СССР

### Военные награды
- Медаль «За отвагу» (4 ноября 1943) — награждён помощник командира взвода 5-го отдельного стрелкового батальона Управления контрразведки «СМЕРШ» 2-го Прибалтийского фронта старшина Абрамов за проявленную отвагу в бою за станцию Студёное. Пулемётным огнём уничтожил 43 вражеских солдата и офицера.
- Орден Отечественной войны II степени
- Орден Красной Звезды
- Медаль «За взятие Кёнигсберга»
- Медаль «За победу над Германией в Великой Отечественной войне 1941—1945 гг.»
- Орден Отечественной войны I степени (6 апреля 1985)